# Мукачево
Мука́чево (укр. Мука́чево, чеш.  и словац. Mukačevo, венг. Munkács) — город в Закарпатской области Украины. Административный центр Мукачевского района и Мукачевской городской общины. По своему экономическому потенциалу и количеству населения занимает второе место в области после её административного центра Ужгорода. Один из центров Ужгородской агломерации, важный промышленный и культурный центр. Расположен на реке Латорице.
По версии журнала «Фокус», Мукачево возглавило рейтинг самых здоровых городов Украины.

## География

### Местоположение
Город расположен в центральной части Закарпатской области Украины, на расстоянии 42 км от областного центра, на стыке отрогов вулканических Украинских Карпат и Закарпатской низменности, занимает плотно застроенную территорию вдоль реки Латорица.
Благодаря очень удобному географическому положению (на расстоянии 40-50 км от границ с Венгерской и Словацкой Республиками, и соответственно 90-100 км от границ с Румынией и Польшей), Мукачево является транспортным узлом нескольких международных магистралей. Город пересекают железнодорожные магистрали: Москва — Киев — Будапешт — Белград — Рим и Москва — Киев — Братислава — Прага — Вена, а также автомобильные трассы: Киев — Будапешт — Вена и Киев — Прага.
Мукачево развивалось на левобережье реки Латорицы, на них разместилась значительная часть жилых зданий, здесь же проходит железнодорожная линия, а в юго-восточной стороне — промышленная зона. Город включает более ранние поселения Росвигово, Подмонастырь, Паланок, Подзамок, Подгород и собственно Мукачево. В земельном фонде Мукачева находится 2801 га, в том числе застроенные земли 1955,7 га, сельскохозяйственные угодья 607,15 га (из них пашня 448,75 га, леса и другие лесопокрытые площади 129 га, земли водного фонда 92 га.

### Климат
Климат близок к умеренному c большим количеством осадков, даже в самый засушливый месяц. Этот климат считается Cfb согласно классификации климата Кеппен-Гейгера. Средняя годовая температура составляет 9,6 °C, среднегодовая норма осадков — 683 мм.
| Показатель                                                              | Янв. | Фев. | Март | Апр. | Май  | Июнь | Июль | Авг. | Сен. | Окт. | Нояб. | Дек. | Год  |
| ----------------------------------------------------------------------- | ---- | ---- | ---- | ---- | ---- | ---- | ---- | ---- | ---- | ---- | ----- | ---- | ---- |
| Средний суточный максимум, °C                                           | 0,6  | 3,0  | 9,0  | 15,9 | 21,0 | 23,8 | 25,7 | 25,2 | 21,1 | 15,4 | 8,0   | 2,8  | 14,3 |
| Средняя температура, °C                                                 | −2,7 | −0,5 | 4,5  | 10,5 | 15,3 | 18,2 | 20,0 | 19,4 | 15,5 | 10,2 | 4,7   | 0,1  | 9,6  |
| Средний суточный минимум, °C                                            | −5,9 | −4   | 0,0  | 5,1  | 9,6  | 12,7 | 14,3 | 13,6 | 10,0 | 5,1  | 1,4   | −2,6 | 4,9  |
| Норма осадков, мм                                                       | 46   | 39   | 40   | 47   | 70   | 87   | 78   | 70   | 50   | 46   | 51    | 59   | 683  |
| Источник: Климатические данные Мукачева на сайте «www.climate-data.org» |      |      |      |      |      |      |      |      |      |      |       |      |      |

### Флора и фауна
В окрестностях города, к северу и северо-западу, в Карпатах, можно встретить многочисленную фауну, одних позвоночных насчитывается 435 видов. Здесь живут дикие кабаны, олень благородный, косуля, черепаха болотная, угорь европейский, саламандра пятнистая, лягушка зелёная, обитатели хвойных лесов Восточной Европы и сибирской тайги (глухарь, тетерев). Встречаются элементы степной, пептической, и альпийской (бурозубка альпийская, полёвка снежная, тритон альпийский) фауны. Немало здесь и карпатских эндемиков (белка карпатская, тритон карпатский). В Карпатах акклиматизируются новые виды: ондатра, енотовидная собака, омуль байкальский, форель и другие.
Здесь же растёт около двух тысяч видов высших растений. Флора состоит из видов среднеевропейских широколистных лесов, которые составляют около 35 % всей флоры. Есть бук лесной, или обычный, граб, дуб, липа, клён белый; из травяных: перелеска многолетняя, арум, астранция большая, белоцветник весенний и др. Большую роль во флоре (около 30 %) играют таёжные евро-сибирские формы, например, ель европейская, ель горная, ель белая, яловец сибирский и другие.

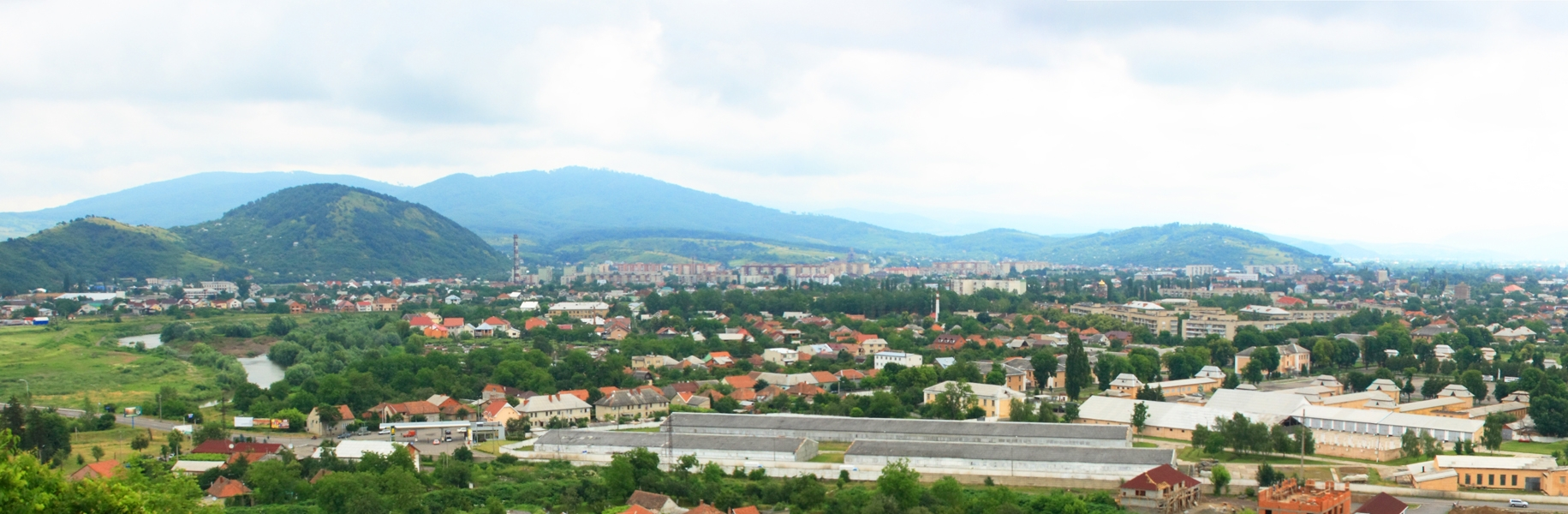
Вид на центральную часть города с Замковой горы

Река Латорица делит Мукачево на правобережную (центральную) и левобережную части

Заметное влияние элементов аркто-альпийской высокогорной флоры (18 %) — ива травянистая и туполистная, дриада восьмилепестковая, горчак живородный, осока волосовидная, анемон, ястребинка альпийская. На скалистых обрывах — эдельвейс альпийский. Встречаются представители понтической (степной) флоры: ковыль перистый, или волосистый, петушки венгерские; виды северо-балканской флоры: гвоздики, шафран Гейфеля и банатский, омежник банатский, и крымско-кавказского растительного мира.
Более 2 % от общего состава флоры составляют эндемические виды, которые растут лишь в Восточных Карпатах. Это рододендрон карпатский — кустарник с кожистыми овальными листочками и ярко-рыжими мелкими цветами, медуница Филярского, молочай карпатский, щавель карпатский и др. Кроме эндемических, есть целый ряд редких реликтов. Это тис ягодный, сосна европейская, сосна обыкновенная, лиственница польская, брусника. Есть в Украинских Карпатах адвентивные (занесённые) растения — выходцы из Северной и Южной Америки.
Совместимое существование и взаимодействие представителей разных флор обусловили формирование разных типов растительности. Доминирующим типом лесной. Очень распространены также луга. Меньше — развитые кустарники, болота и степи. Пространственное размещение их имеет строго закономерный характер.

## Население
Численность населения города, по данным на 1 января 2022 года, составляет 85 569 жителей. После начала войны в Украине количество постоянных жителей города выросло за счет переселенцев из фронтовых районов.

### Национальный состав
Национальный состав жителей Мукачева по данным переписи населения 2001 года:
| N | Национальность | Количество | Уд. вес (%) |
| - | -------------- | ---------- | ----------- |
| 1 | Украинцы       | 62 965     | 77,13       |
| 2 | Русские        | 7326       | 8,97        |
| 3 | Венгры         | 6975       | 8,54        |
| 4 | Немцы          | 1592       | 1,95        |
| 5 | Цыгане         | 1130       | 1,38        |
| 6 | Белорусы       | 352        | 0,43        |
| 7 | Словаки        | 303        | 0,37        |
|   | другие         | 994        | 1,22        |
|   | Всего          | 81 637     | 100,0       |

### Языковой состав
Родной язык жителей Мукачева по переписи 2001 года:
| N  | Язык        | Количество | Уд. вес (%) |
| -- | ----------- | ---------- | ----------- |
| 1  | Украинский  | 63 371     | 77,63       |
| 2  | Русский     | 8753       | 10,72       |
| 3  | Венгерский  | 7873       | 9,64        |
| 4  | Немецкий    | 914        | 1,12        |
| 5  | Белорусский | 122        | 0,15        |
| 6  | Словацкий   | 98         | 0,12        |
| 7  | Армянский   | 58         | 0,07        |
| 8  | Цыганский   | 39         | 0,05        |
| 9  | Молдавский  | 24         | 0,03        |
| 10 | Румынский   | 24         | 0,03        |
| 11 | Еврейский   | 24         | 0,03        |
| 12 | Польский    | 18         | 0,02        |
| 13 | Болгарский  | 16         | 0,02        |
|    | другие      | 303        | 0,37        |
|    | Всего       | 81 637     | 100,00      |

Украинский язык является основным и единственным официальным языком Мукачева.
По данным Государственной службы статистики Украины в 2024/25 учебном году из 69 684 получающих общее среднее образование в городских образовательных учреждениях Закарпатской области 63 677 (91,38 %) получали образование на украинском, 5 507 (7,90 %) — на венгерском, 381 (0,55 %) — на румынском, 119 (0,17 %) — на словацком.

## История
Первое упоминание названия Мукачево относится к 872 году, когда город становится частью королевства Святого Иштвана в Венгрии. На территории города и его окрестностей найдены остатки поселений палеолита (40 тыс. лет назад), позднего палеолита (3 тыс. лет назад, гора Малая), эпохи бронзы (Красная гора, Камянка, Галиш, на Подмонастыре, 3-2 тыс. лет до н. э.). На горе Тупча обнаружено городище-крепость фракийских племён эпохи железа (X век до н. э.), а между горами Галиш и Ловачка — кельтский оппидум и ремесленно-металлургический центр (ΙΙΙ-Ι века до н. э.). В Ι веке н. э. кельты были вытеснены карпами, которые ассимилировались со славянами.
На территории Мукачева открыты поселения VI—IX веков. Письменное упоминание о нём впервые встречается в хронике «Деяния венгров» («Gesta Hungarorum»), рассказывающей о переходе венгров в 896 году через Карпаты и поселении их в Подунавье.
|                                    |  |                                                            |  | |
| Палеолитические орудия, гора Малая |  | Изделия бронзового века: заступ, булава, наконечники копий |  | Продукция кельтского металлургического центра Галиш (культура Латен, железный век): нож и наконечники стрел |

В 1086 году город сильно пострадал от опустошительного нашествия половцев во главе с ханом Кутеском, однако вскоре вторгшиеся степняки были разбиты в окрестностях города венгерским королём Ласло I Святым. Ещё больше Мукачево пострадало во время нашествия монголо-татарских орд хана Батыя в Дунайский бассейн (1241—1242).
Мукачево получило права города на основании грамоты королевы Венгрии Елизаветы из династии Анжу от 22 мая 1376 года; документ давал также городу право пользоваться печатью с изображением Святого Мартина для скрепления документов.

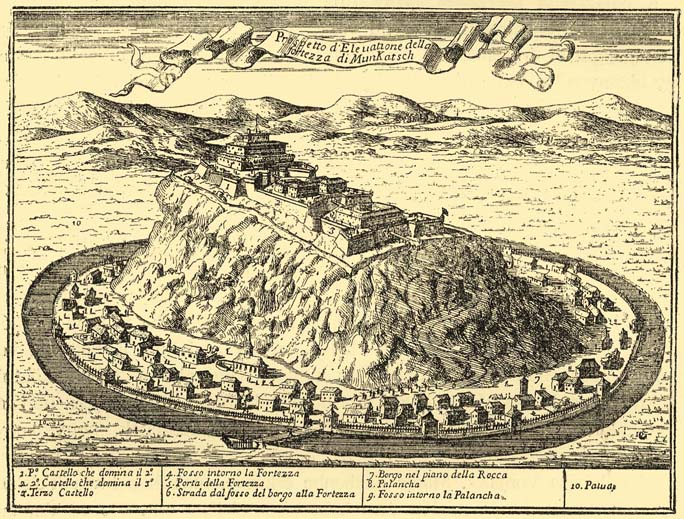
Замок Паланок (Мукачево — Munkatsch) в XVII веке. Гравюра из книги Джованни Джакомо де Росси

С конца XIV века Мукачево попало под управление подольского князя Фёдора Корятовича, получившего титул ишпана (графа) комитата Берег. Потеряв в войне со своим родственником, литовским князем Витовтом свои земли, он переселился в предоставленный ему другим родственником — королём Венгрии Сигизмундом Люксембургом — город. Владея городом с 1396 по 1414 год, он существенно поднял его значение, способствовал развитию торговли и ремёсел. Тогда же был основательно перестроен и укреплён замок. После смерти князя город вместе с доминией — крупным феодальным владением — переходил из рук в руки многих феодалов и королей.
В 1445 году город получил от правителя доминии Яноша Хуньяди право на самоуправление и формальную независимость — Магдебургское право. В 1446 году открылся первый цех — портняжный. В 1514 году во время крестьянского восстания под руководством Дьёрдя Дожи Мукачевский замок был захвачен штурмом. За это город был отнесён к мятежным и выплачивал большую контрибуцию.
После поражения Венгрии от турок-османов в битве при Мохаче (1526) Мукачево как её бывшая собственность то переходил во владение турецких вассалов — трансильванских князей, то становился добычей австрийских Габсбургов. Летом 1567 года австрийские завоеватели под командованием Лазаруса фон Швенди, пытаясь захватить Трансильванию, вторглись на территорию Закарпатья и почти полностью уничтожили город, который не раз был предметом спора между Габсбургами и трансильванскими князьями.
Начиная с 1633 года, город и доминия стали собственностью трансильванских князей династии Ракоци, владевших ими на протяжении 78 лет.
В 1648—1649 годах в Мукачеве побывали послы гетмана Богдана Хмельницкого, которые в замке вели переговоры с князьями Дьёрдем I и Дьёрдем II Ракоци о совместных действиях против шляхетской Польши. В 1656 году был подписан договор о дружбе и взаимопомощи, однако претворить его в жизнь не удалось. Летом 1657 года при подстрекательстве Ватикана польская шляхта, желая отомстить Дьёрдю II Ракоци за его союз с Богданом Хмельницким, разгромила Мукачевскую доминию и жестоко расправилась с горожанами. Сам город, кроме замка, был разграблен и сожжён.

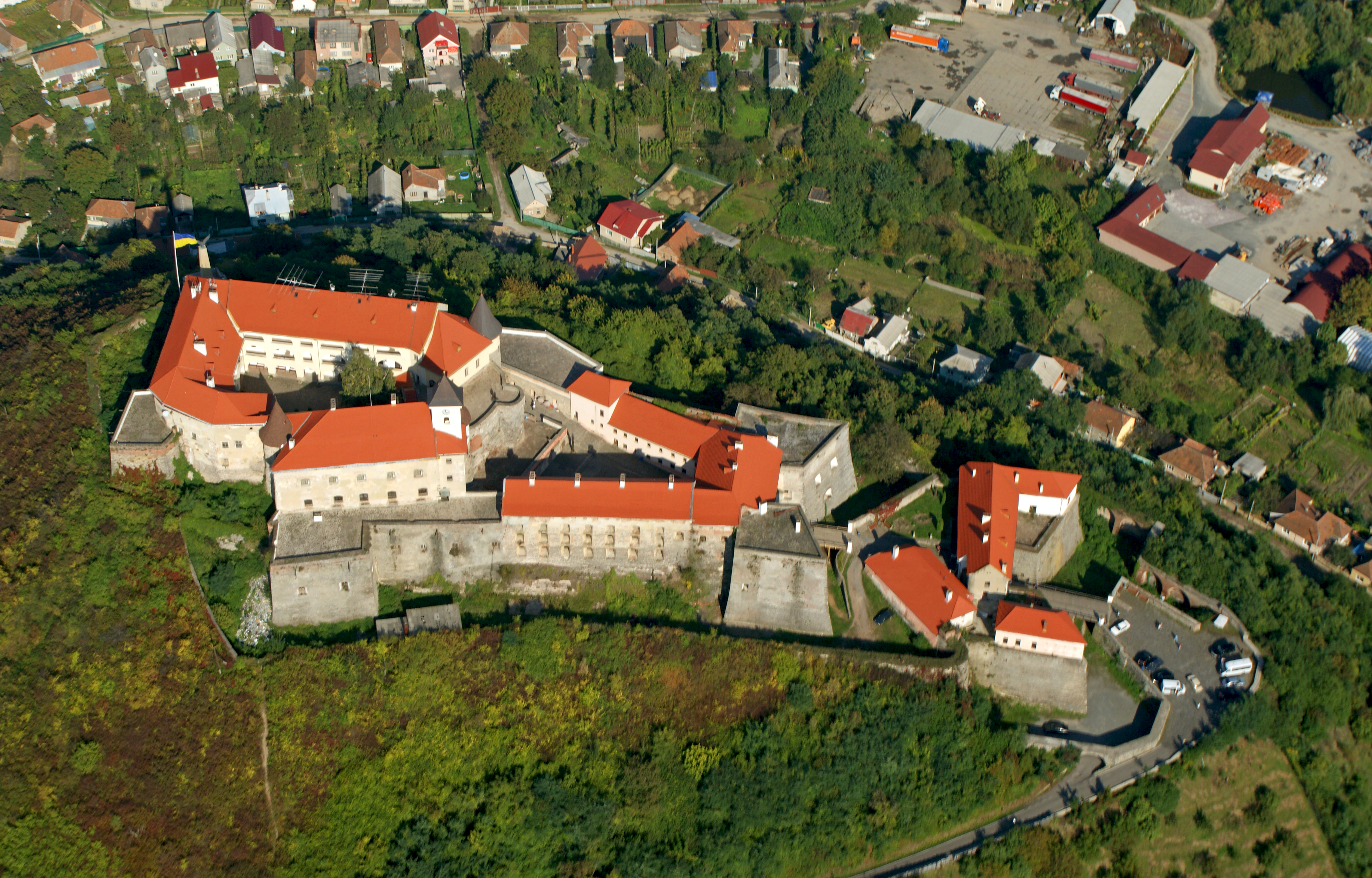
Мукачевский замок, XIV—XVII века
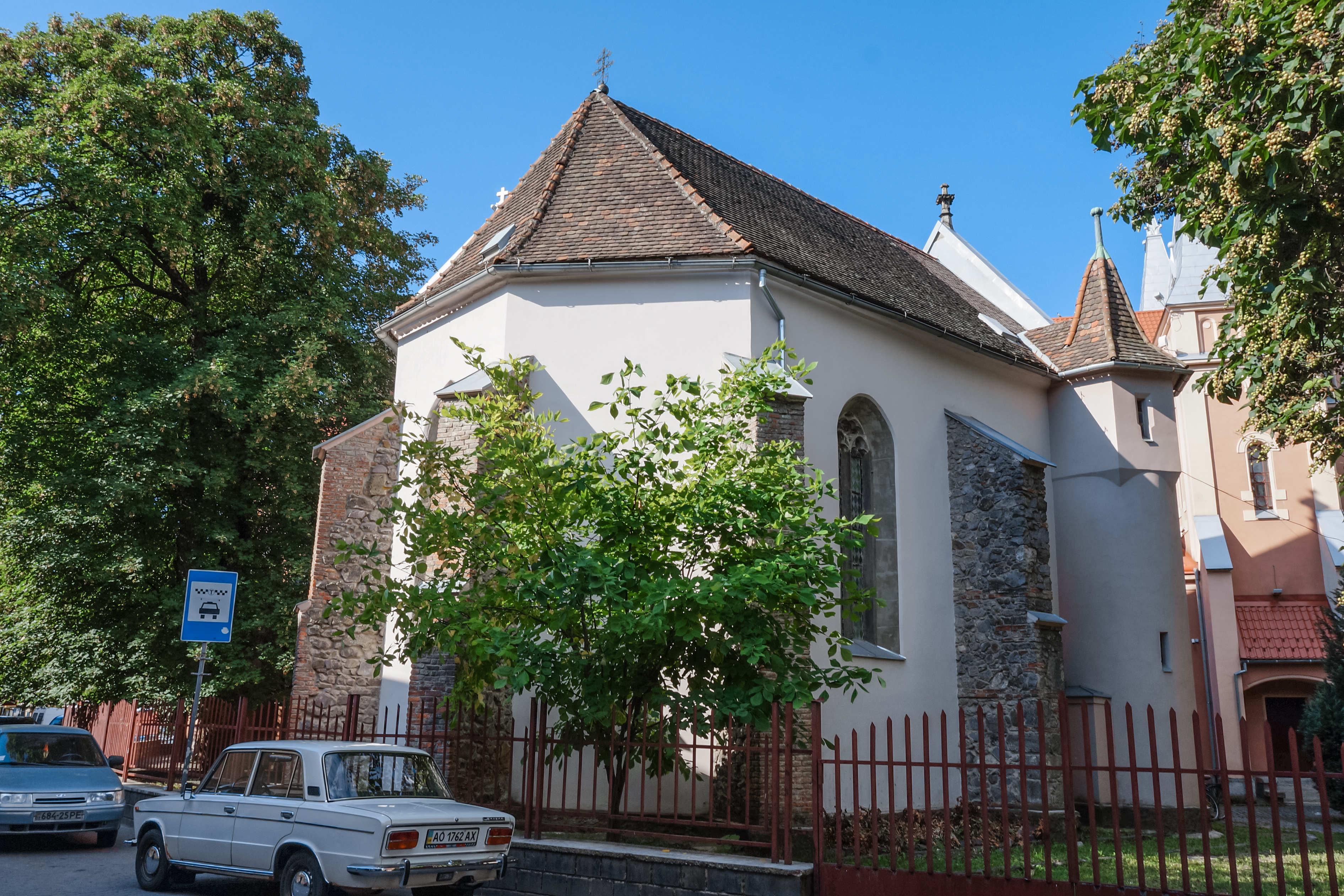
Католическая часовня Святого Иосифа (XI–XV века, готика)
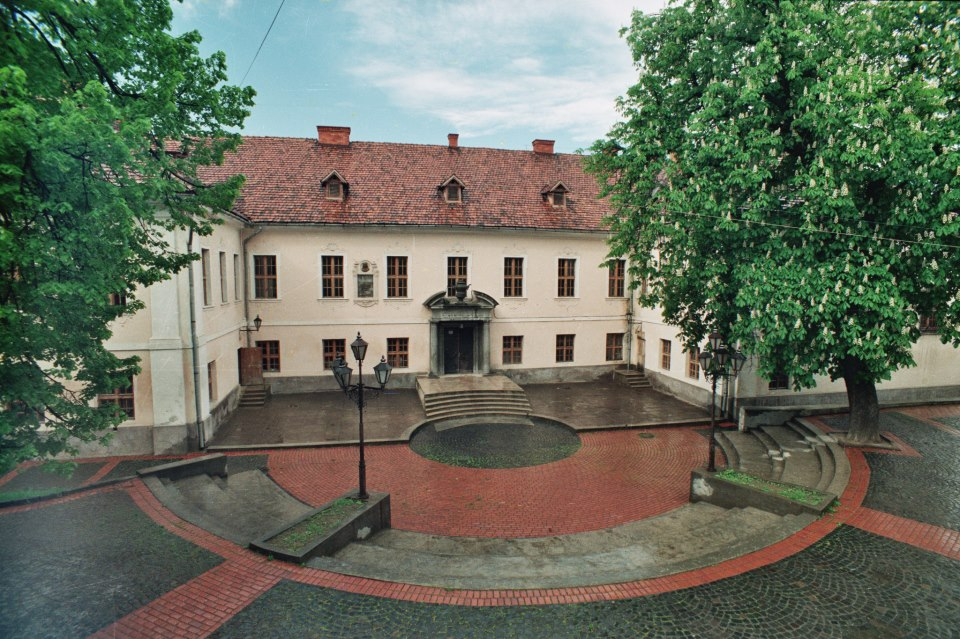
Дворец Ракоци-Шёнборна (XVIII век, архитектор Й. Б. Нойманн, стиль барокко)
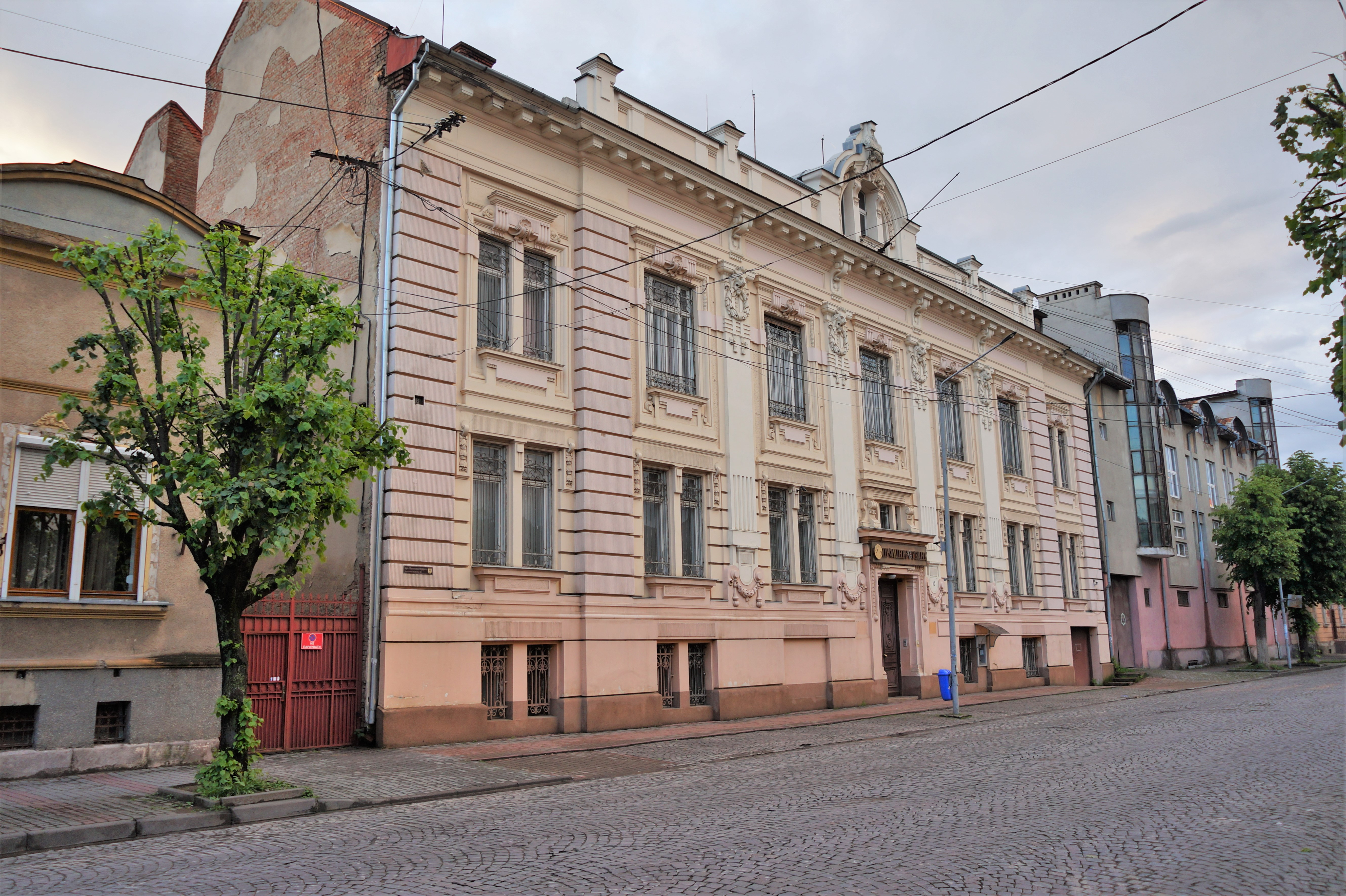
Историческое здание на ул. Ярослава Мудрого
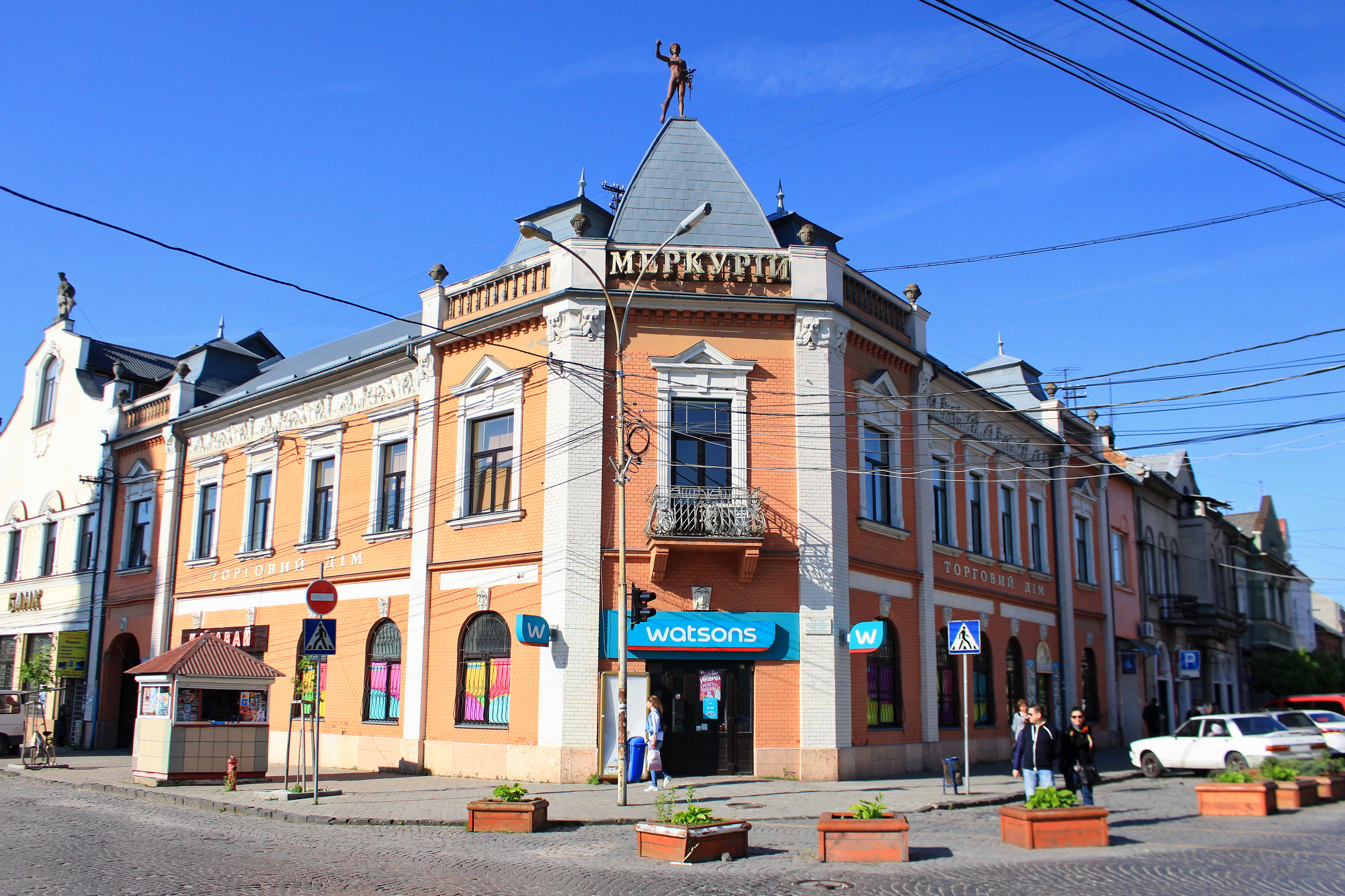
Улица в старом городе

На рубеже XVII и XVIII веков ст. Мукачево становится центром военных действий между куруцами — участниками антифеодальной войны и национально-освободительного движения в Венгрии в 1703—1711 годах — и приверженцами габсбургского господства — лабанцами. Мукачево было одним из ключевых опорных пунктов венгерского национально-освободительного движения. В 1672 году здесь поселилась вдова Ференца I Ракоци Илона Зриньи (Елена Зринская) с сыном, будущим князем Ференцем II Ракоци. Объединив свои силы с куруцами Имре Тёкёли, Илона Зриньи обороняла Мукачевский замок от превосходящих численно австрийских войск Антонио Караффы на протяжении двух лет — с 1686 до 18 января 1688 года.
В 1703 году отряды куруцев под руководством князя Ференца II Ракоци с боями освобождают сначала город Мукачево, а позже и замок от австрийских войск. В 1711 году по Сатмарскому мирному договору все владения Ференца II Ракоци переходят в руки Габсбургов. Мукачевский замок был в числе последних, сложивших оружие перед австрийцами уже после Сатмарской капитуляции. Жестоко подавляя восстание, войска Габсбургов почти полностью уничтожили город.
В 1728 году город вместе с доминией[что?] был подарен графу Шенборну-Бухгейму. После падения Бастилии, Мукачевский замок становится общеевропейской «политической» тюрьмой, в него заключаются многие видные революционеры, в том числе национальный герой греческого народа Александр Ипсиланти (1821—1823 года)
В 1848—1849 годах Закарпатье поддержало буржуазную революцию в Венгрии. Мукачевцы захватили замок и выпустили узников. Были созданы добровольческие отряды, сражавшиеся против австрийских правительственных войск.
До 1880-х годов в городе господствовали цеховые объединения. С постройкой в 1886 году железной дороги, связавшей Мукачево с Будапештом, Кошице, Львовом, в городе возникли благоприятные предпосылки для развития промышленности и торговли. Появились небольшие предприятия лёгкой, мебельной, пищевой промышленности. В экономику города проник иностранный капитал. Тем не менее, состояние низших слоёв населения было нищенским, о чём свидетельствуют массовая эмиграция закарпатцев в США, Канаду, страны Латинской Америки. Только с 1890 по 1913 год из Закарпатья эмигрировало более 100 000 человек.
В 1919 году город на протяжении месяца входил в состав Русской Краины, полуавтономного образования в составе Венгерской советской республики.
После интервенции чехословацких и румынских войск по договорённости между русинской эмиграцией в США и первым чехословацким президентом Томашем Масариком (Скрантонское соглашение), Мукачево, как и вся Подкарпатская Русь, передавался Чехословакии, что было юридически оформлено Трианонским мирным договором 4 июня 1920 года.
Решением I Венского арбитража 2 ноября 1938 года город вместе со всей равнинной территорией Закарпатья и Ужгородом был передан Венгрии.

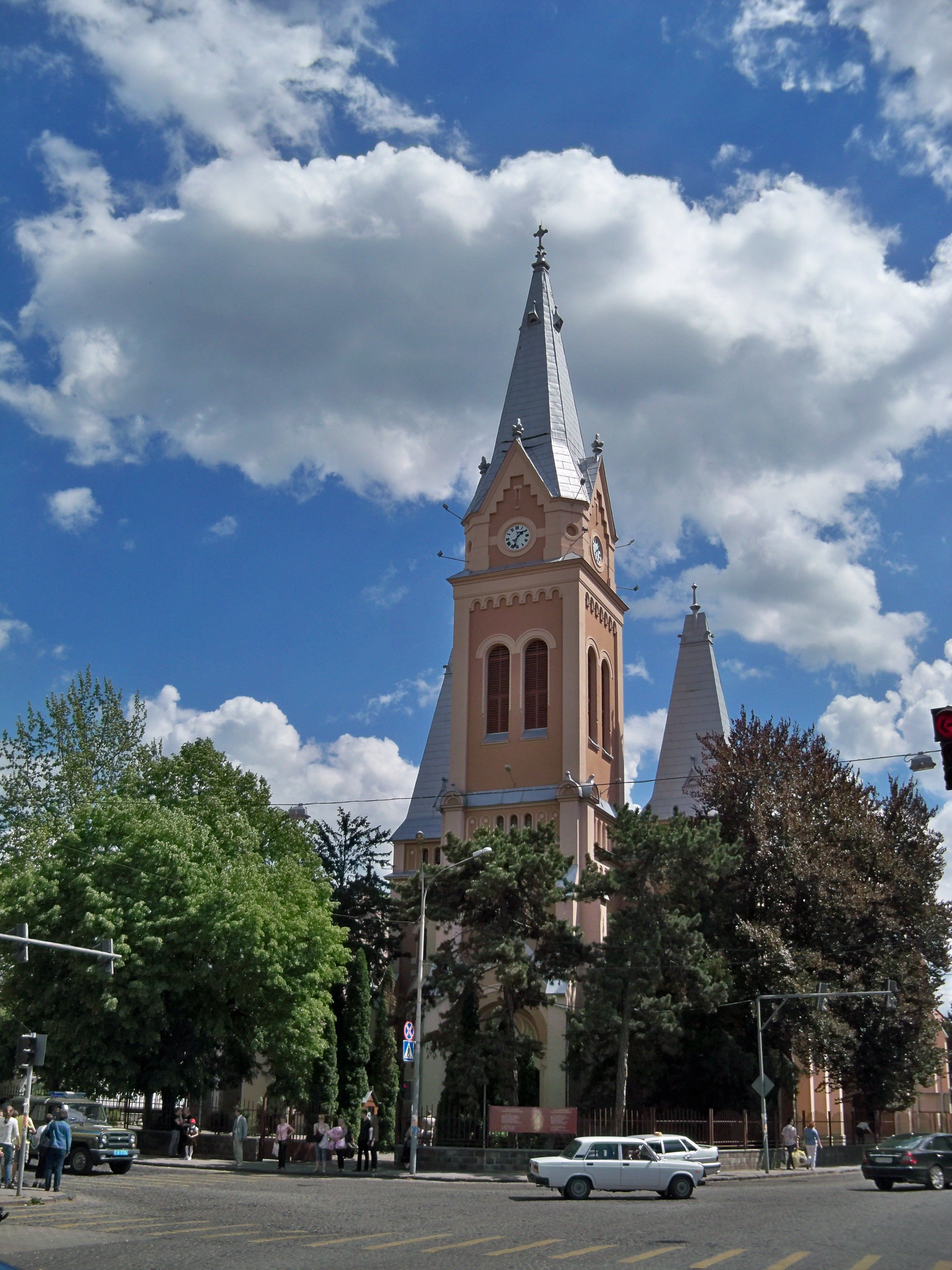
Кафедральный собор св. Мартина
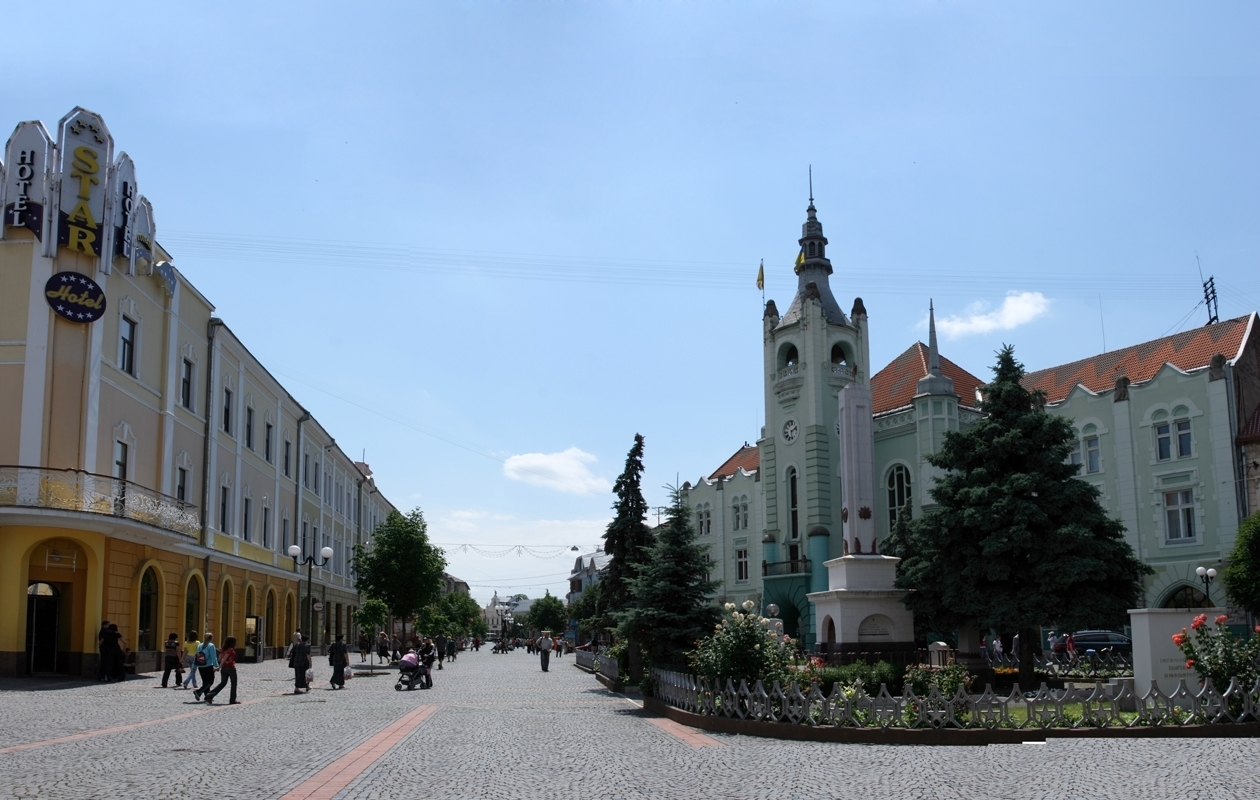
Главная улица («корзо») — улица Пушкина в Мукачеве и городская ратуша (начало XX века, архитектор Полгар, стиль — сецессия)
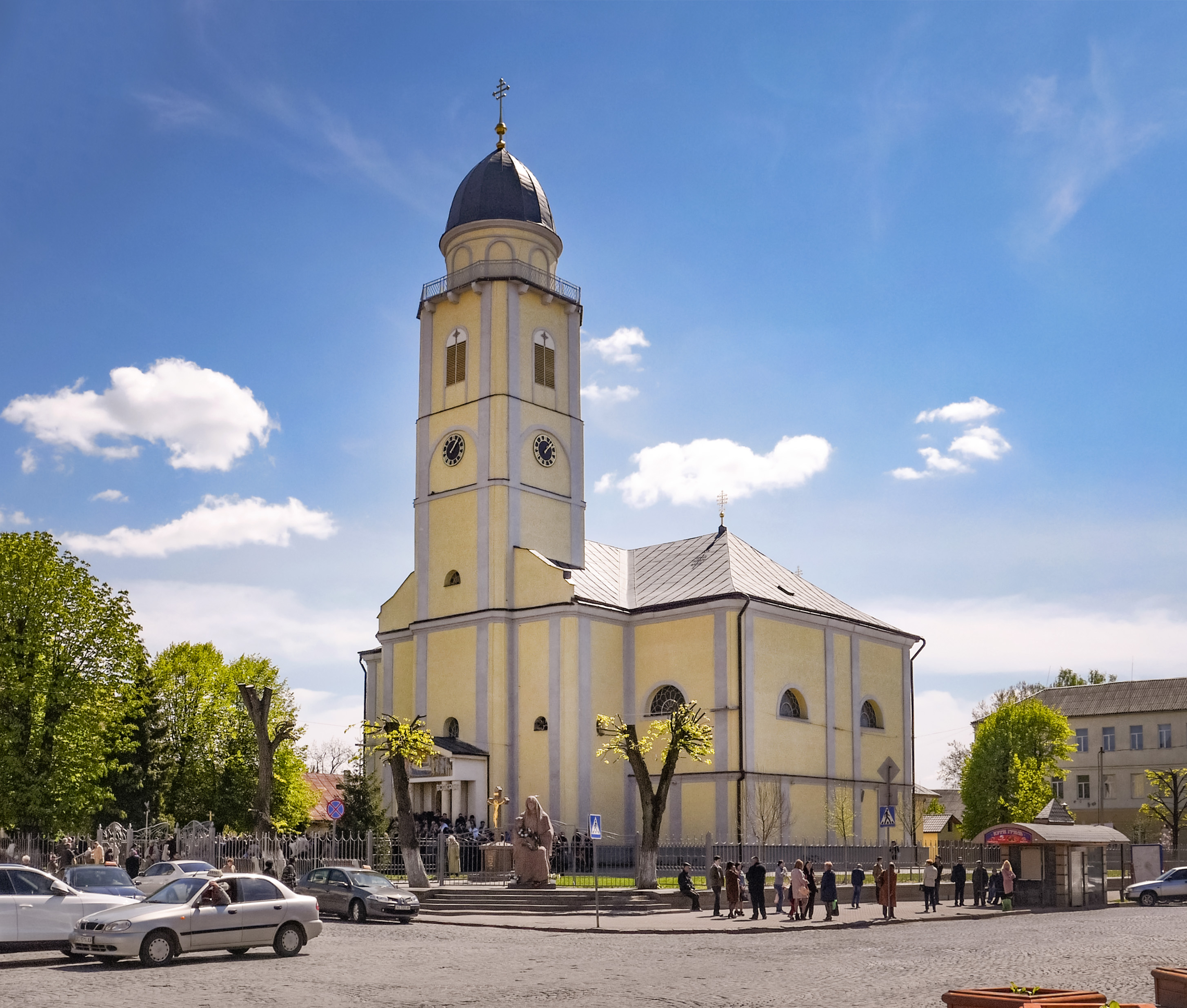
Кафедральный собор Успения Пресвятой Богородицы
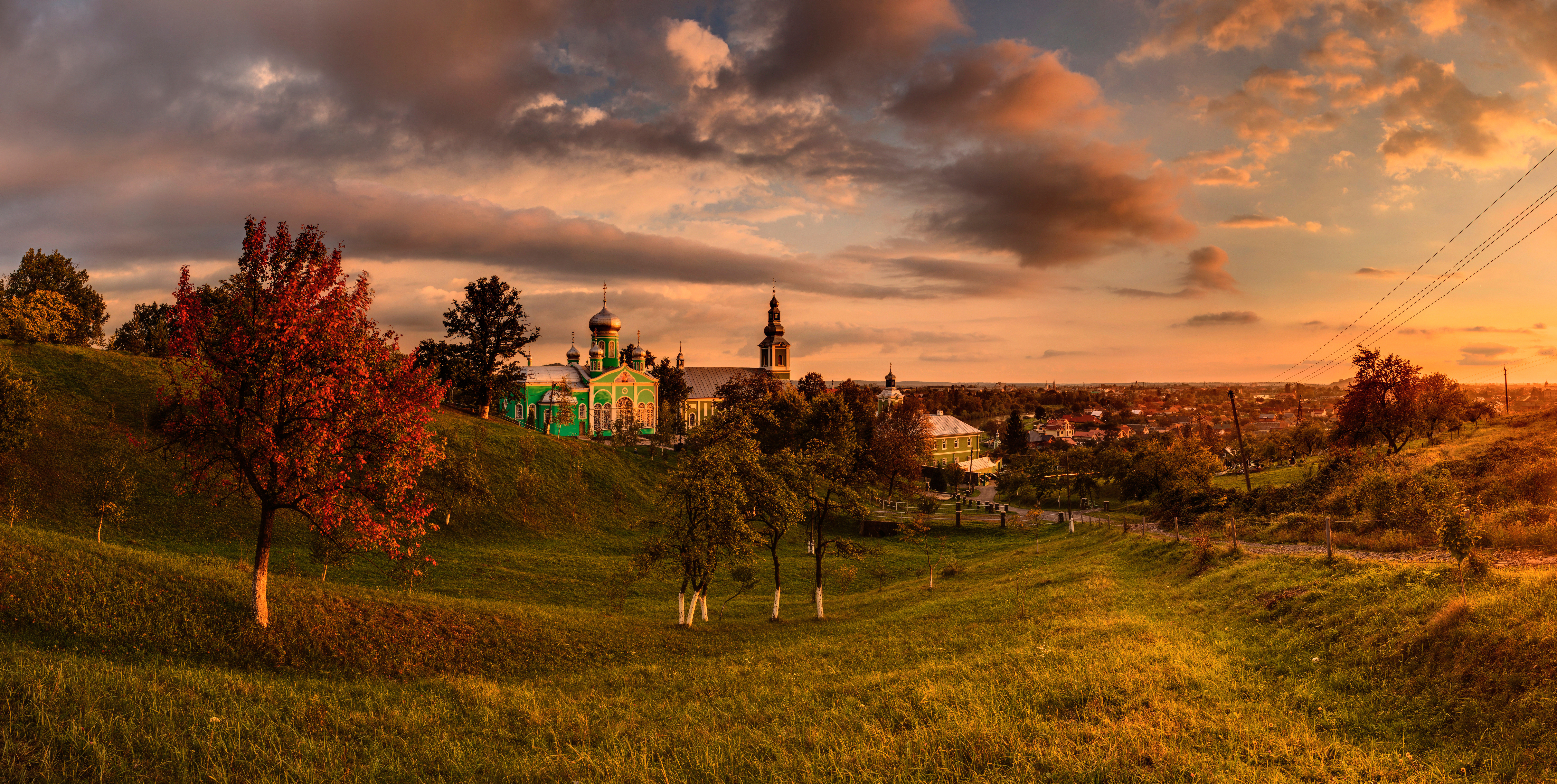
Свято-Николаевский монастырь
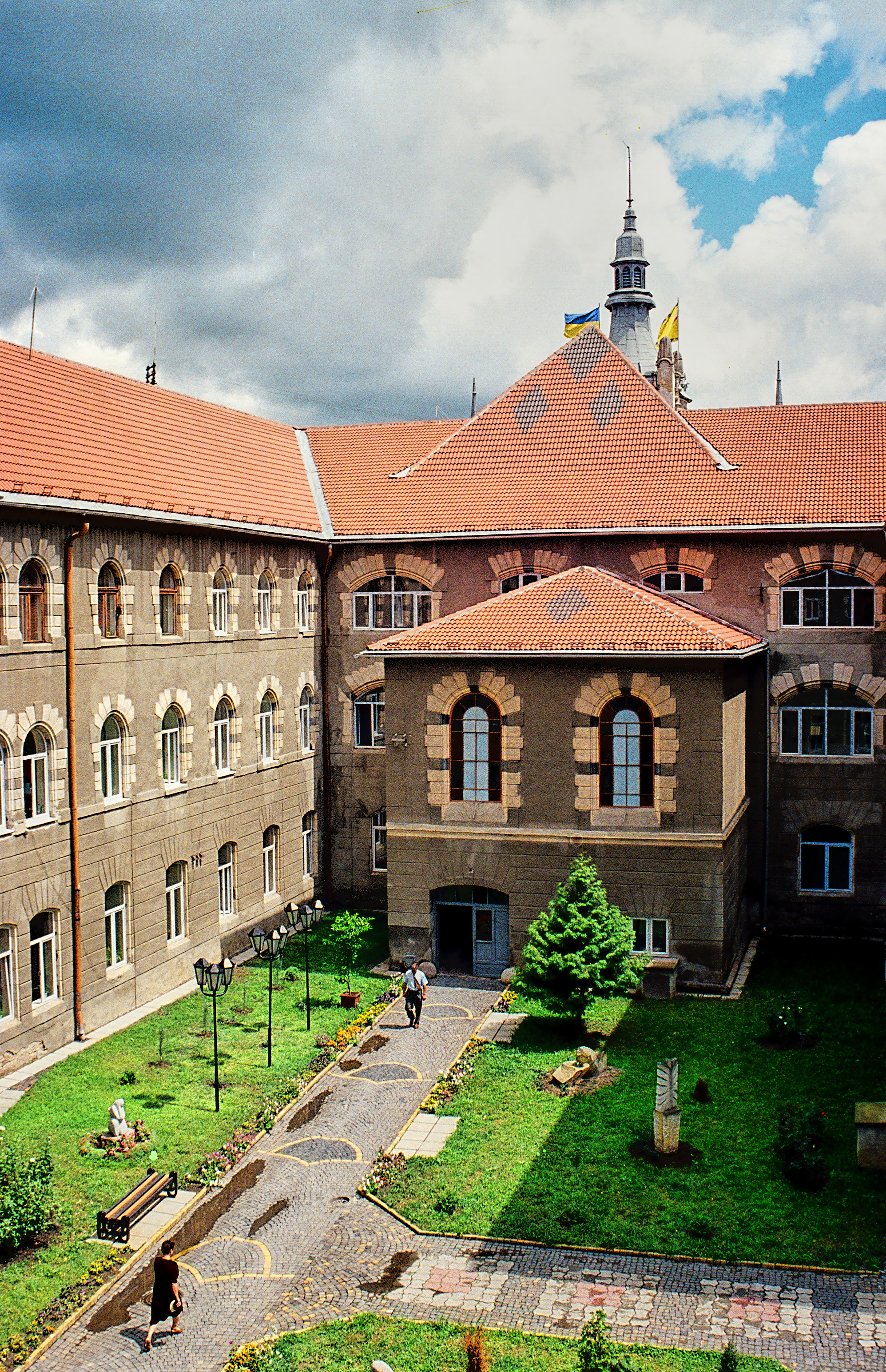
Городской сквер

В конце 1944 года Красная армия взяла под контроль Карпатскую Русь. Сначала эта территория была передана восстановленной Чехословакии, а затем, в 1945 году, по договору между двумя странами вошла в состав Советского Союза. В 1945 году город был передан Украинской Советской Социалистической Республике и в настоящее время находится под суверенитетом Украины. В годы советской власти Мукачево стало крупным промышленным центром, основными предприятиями являлись: швейная и мебельная фабрики, заводы «Мукачевприбор» и «Точприбор», Мукачевская экспериментальная лыжная фабрика, выпускавшая популярные в СССР лыжи «Бескид», «Кросс», «Леанка», «Тиса», «Карпаты», «Спринт». Впоследствии фабрику переименовали в ЗАО «Лыжная фабрика „Тиса“», а с 1995 года — совместное украинско-австрийское предприятие «Фишер-Мукачево», при этом качество выпускаемой продукции заметно возросло.
В 1969 году, на основании директивы Генерального штаба Вооружённых Сил СССР при министерстве строительства и эксплуатации дорог Украинской ССР, была сформирована, в Мукачеве, 60-я отдельная дорожно-строительная бригада, для строительства автомобильных дорог и мостов, на Мукачево-Львовском направлении. За десять лет, с 1970 по 1980 год, военными дорожниками построено более 70 километров автомобильных дорог и десятки мостов, в сложных горных условиях Карпат.
С 1991 года город находится в составе независимой Украины.
В 2004 году в городе были сфальсифицированы выборы городского головы.
11 июля 2015 года в Мукачеве произошло вооружённое противостояние между МВД Украины и «Правым сектором».

## Экономика и занятость

### Промышленность
В 2007 году наибольший объём реализованной продукции в структуре промышленности был в таких отраслях, как
производство мебели и другие виды производства (30,4 %), производство и распределение электроэнергии, газа и воды (24,8 %), производство электрического и электронного оборудования (15,3 %), пищевая промышленность и переработка сельскохозяйственных продуктов (9,7 %), текстильная промышленность и пошив одежды (8,9 %). Процент роста (снижения) объёмов производства промышленной продукции к предыдущему году: 2003 год — 169,0 %, 2004 год — 110,2 %, 2005 год — 79,1 %, 2006 год — 151,3 %.

### Трудовые ресурсы и занятость
Трудовые ресурсы города в 2007 году составили 53,1 тыс. чел., при этом занято во всех сферах экономической деятельности было всего только 28,1 тыс. чел., в том числе в промышленности 15,5 тыс. чел., в других областях хозяйства — 12,6 тыс. чел., в государственном управлении — 0,7 тыс. чел. Среднемесячная зарплата составила 4976,85 гривны (195—205 долларов США).

## Культура

### Образование
В Мукачеве работают 13 общеобразовательных школ I—III ступеней, 2 школы I—II ступеней, 2 начальные школы, гимназия, 2 лицея, 1 вечерняя школа, спецшкола-интернат для слепых и слабовидящих детей, школа-интернат для детей-сирот и полусирот. Есть 6 внешкольных учреждений, среди которых спортивно-оздоровительный комплекс ДЮСШ, ЦТКЭС (Центр туризма, краеведения, экскурсий и спорта), станция юных техников, Дом школьников, эколого-натуралистический центр. В городе работают также 4 детские школы эстетического воспитания: художественная школа им. М. Мункачи, школа искусств № 1 им. С. Мартона, школа искусств № 2, хоровая школа мальчиков и юношей. Работают также 23 детских дошкольных учреждения.
Средне-техническое образование обеспечивают 5 профессионально-технических училищ, аграрный и кооперативный техникумы. Высшее образование представлено Мукачевским педагогическим училищем (с 1914), Мукачевским институтом Прикарпатского университета имени Василия Стефаника, Мукачевским технологическим институтом (с 1995), Мукачевским художественным институтом. С 2008 года Мукачевское педагогическое училище и Мукачевский технологический институт объединились в Мукачевский государственный университет.

### Другие учреждения культуры
В городе работают Дом культуры, Закарпатский государственный русский драматический театр, Городская библиотека с восемью филиалами (в том числе венгерским и немецким). В Мукачеве есть исторический музей, картинная галерея, много профессиональных и народных музыкальных коллективов. Кроме областного русского драматического театра, в Мукачеве успешно работают частный театр «Бенефис» и детский музыкальный театр. Ежегодно в январе, после рождественских праздников, проводится фестиваль-конкурс домашнего вина «Червене вино».
В Мукачеве в 2008 году выходила районная газета «Старий замок Паланок» (тираж 6 000), городские «Меркурий-Мукачево» и "Наше Мукачево (тиражами по 5000), городская «Мукачево» (2000 тыс. экземпляров), областная «Панорама» (тираж — 7000), работала телерадиокомпания «М-студио» и «Радио Закарпатье — FM».

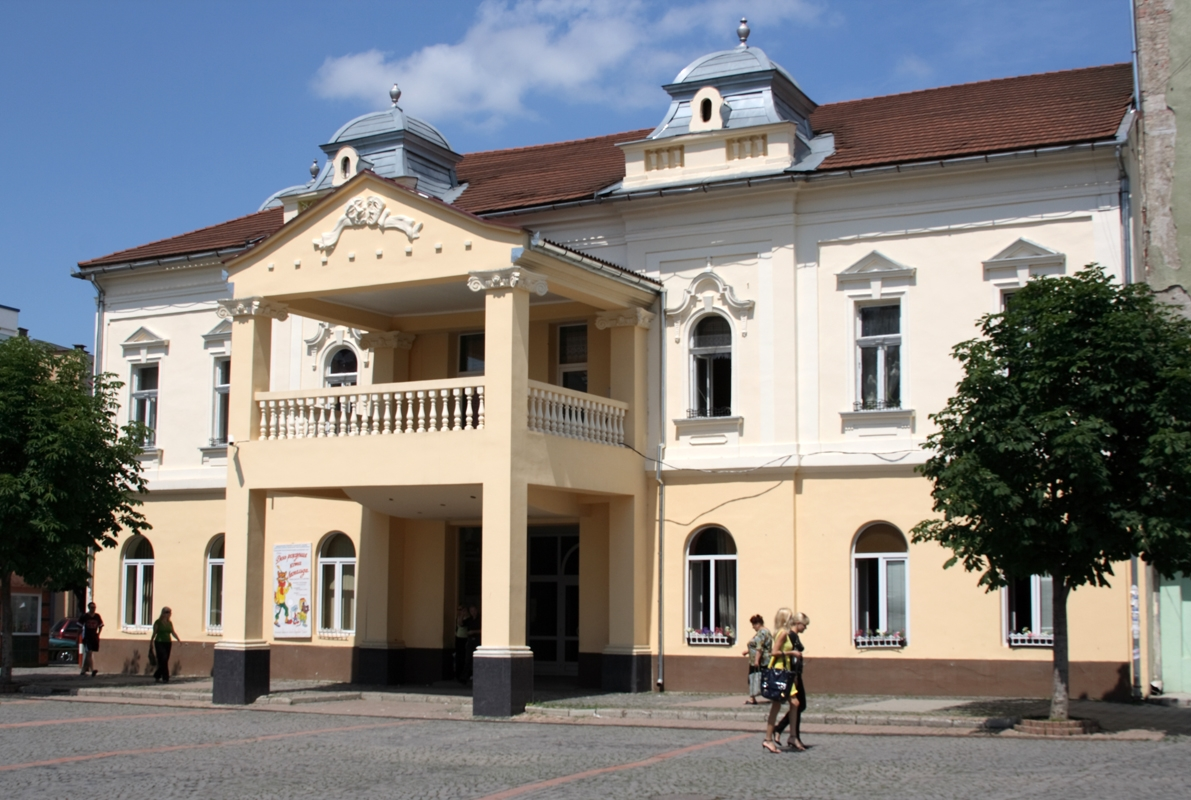
Закарпатский государственный областной русский драматический театр
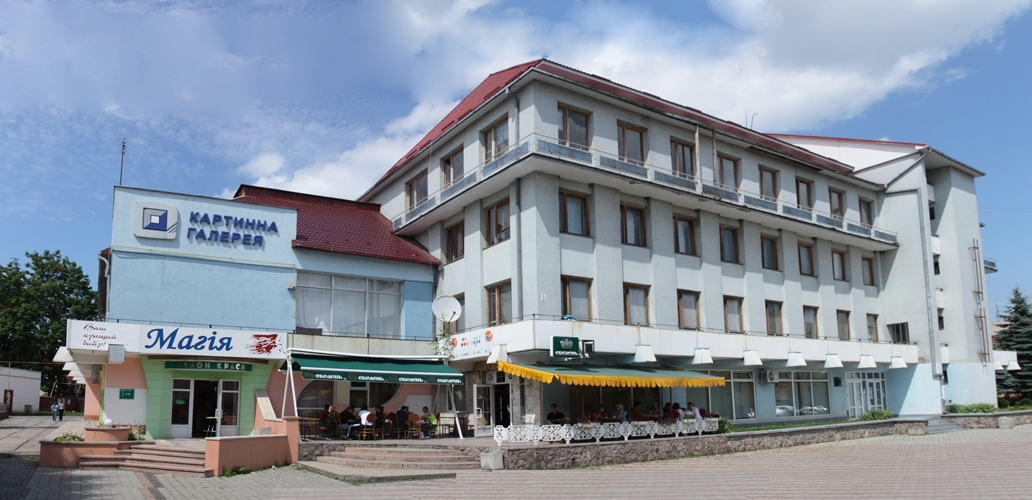
Мукачевский государственный университет и картинная галерея
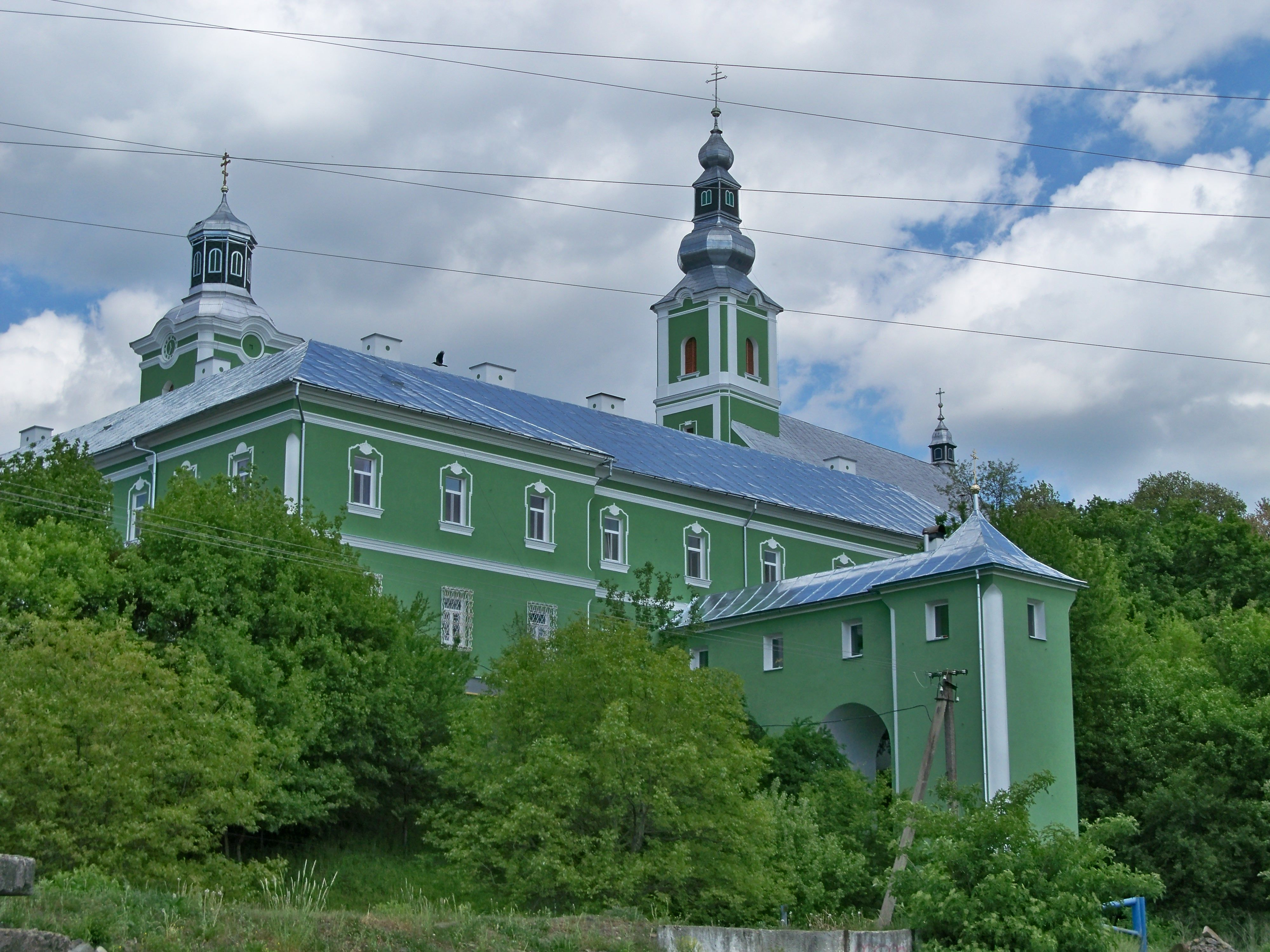
Свято-Николаевский монастырь
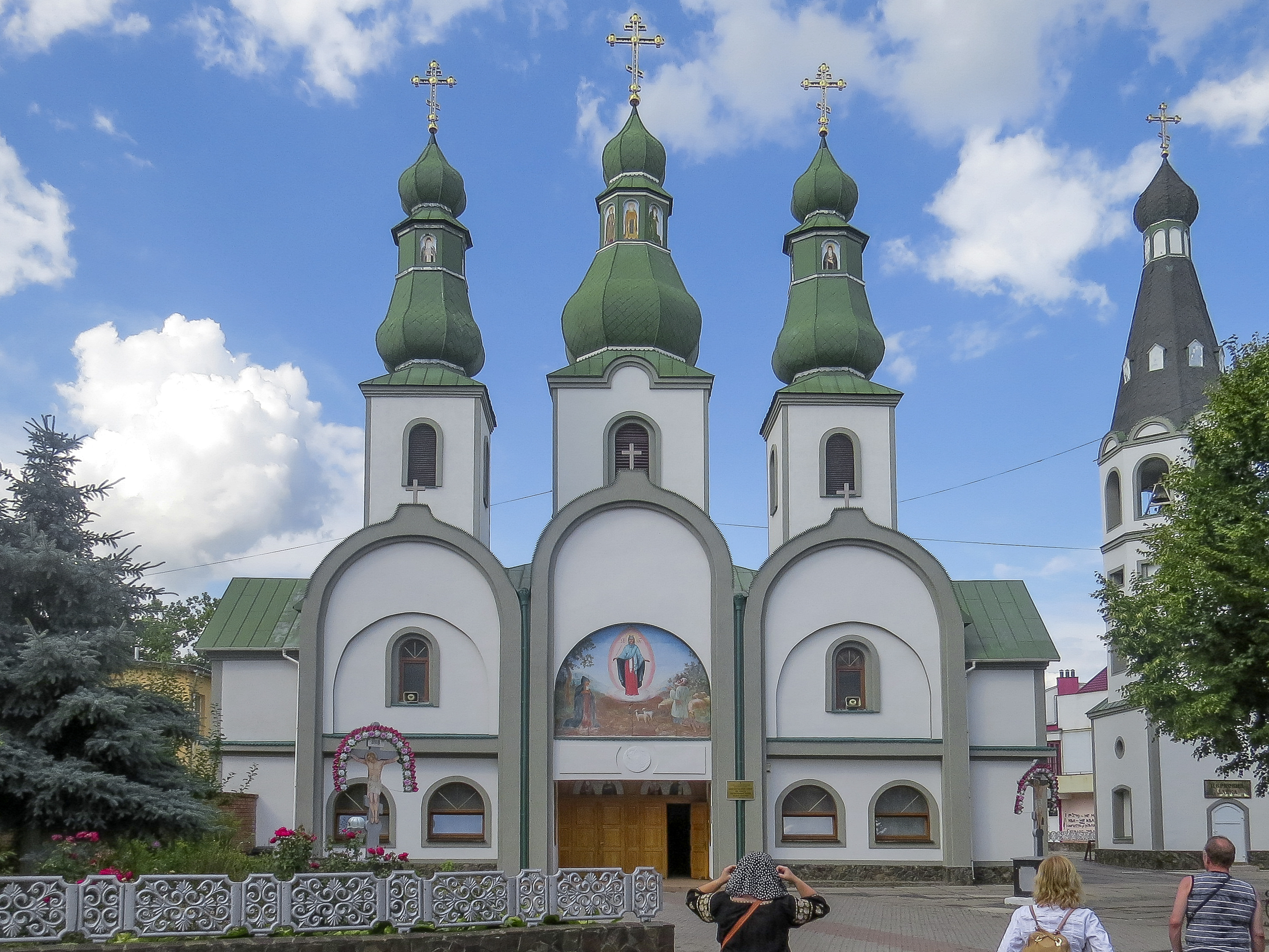
Православный кафедральный собор Почаевской иконы Божьей матери Мукачевско-Ужгородской епархии

## Религия
В 2007 году в Мукачеве действовали 30 религиозных общин одиннадцати конфессий. В распоряжении религиозных организаций было свыше 30 культовых зданий (в том числе три монастыря: православный Свято-Николаевский женский монастырь, грекокатолический женский монастырь Святого Василия Великого, филиал католического монастыря Восточного викариата мужского доминиканского ордена на Украине, работало около сотни священнослужителей. В церквях и молитвенных домах богослужения проводятся на украинском, церковнославянском, венгерском, словацком, немецком и других языках. В июле 2006 года открыта синагога мукачевских хасидов, частично восстановили уничтоженное кладбище. До середины ΧΧ века евреи были крупнейшей этнической общиной этого города и составляли около половины населения города.
Мукачево дало название независимой грекокатолической епархии, при этом центр её находится в городе Ужгород. Данная епархия — единственная на Украине грекокатолическая епархия, не входящая в состав Украинской грекокатолической церкви, а подчинённая непосредственно Святому Престолу в составе других епархий Русинской грекокатолической церкви.

## Достопримечательности

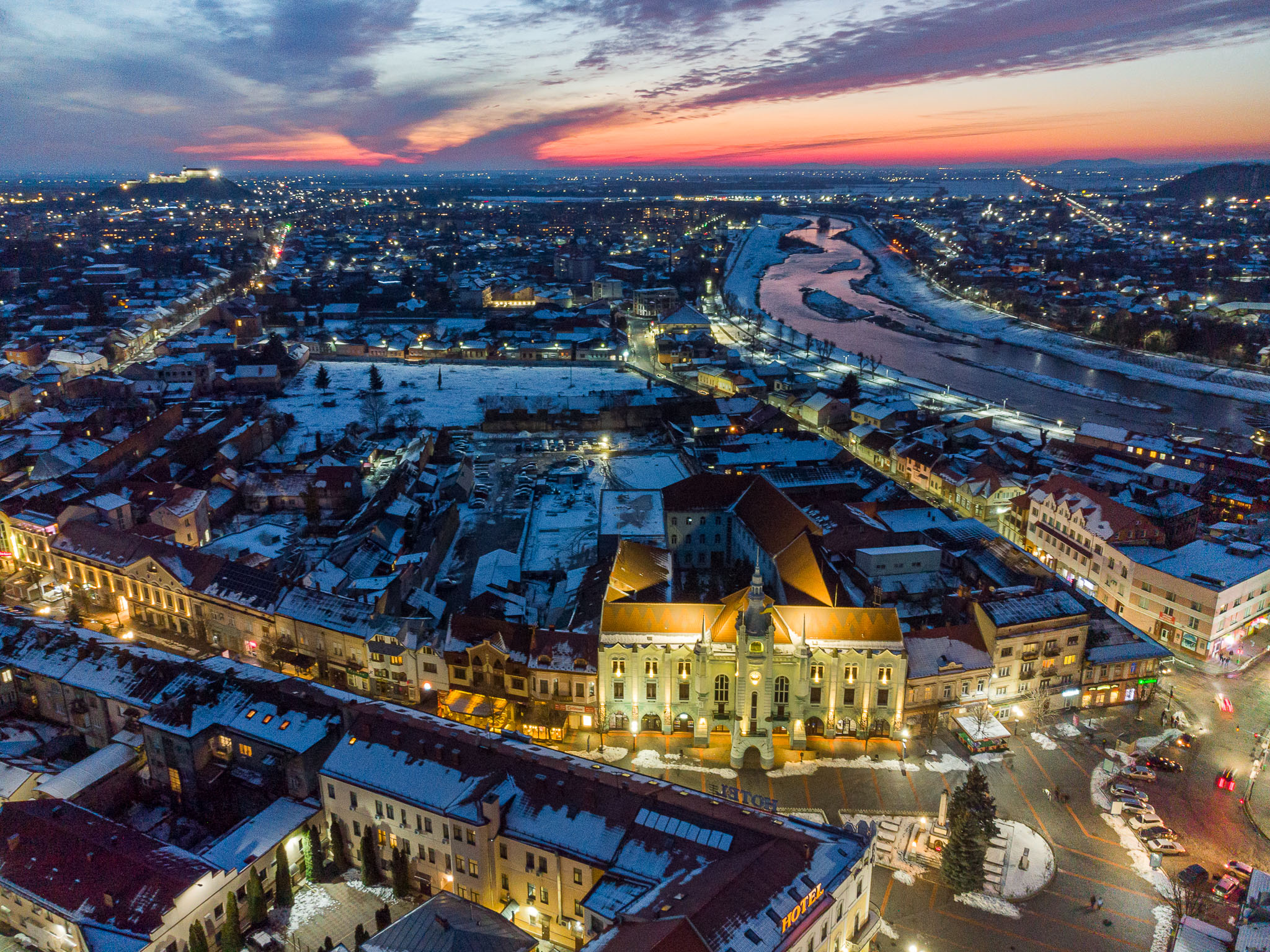
Панорамный вид города

Город имеет много исторических и культурных памятников, среди которых:
- Замок Паланок.
- Свято-Николаевский женский монастырь.
- Памятник Фёдору Кориатовичу в замке Паланок.
- Памятник в центре города представителю рабочих профессий — трубочисту, прообразом для которого послужил реальный человек, ныне живущий и успешно работающий трубочист ЖЭКа № 3 Бертолон Товт, скульптор — народный художник Украины Иван Бровди.
- Мукачевская Ратуша.
- Памятник в центре города Кириллу и Мефодию, создателям славянской азбуки и церковнославянского языка, проповедникам христианства.
- Часовня св. Мартина XIV века, находится во дворе костёла.
- «Белый дом» — дворец Ференца II Ракоци[22].

## Города-побратимы
Следующие города являются побратимами Мукачева:
- Цельдёмёльк, Венгрия
- Коломыя, Украина
- Дабаш, Венгрия
- Прешов, Словакия
- Кишварда, Венгрия
- Мелец, Польша
- Сента, Сербия
- Пельгржимов, Чехия
- Матесалька, Венгрия
- Харцызск, Украина
- Гуменне, Словакия
- Паг, Хорватия